# 日本共産党第12回大会
日本共産党第12回大会（にほんきょうさんとうだい12かいたいかい）は1973年（昭和48年）11月14日から21日まで開かれた日本共産党の党大会。東京都目黒区の目黒公会堂（14日から16日）と東京都品川区の品川文化会館（17日から20日）、東京都立川市の東京都立川社会教育会館（21日）で開催された。

## 概要
- この党大会では前年の総選挙での野党第2党への前進をうけて、民主連合政府のための政策綱領の提案がおこなわれた。また、綱領と規約を改正した。
- この大会の直前に沖縄人民党は日本共産党沖縄県委員会への改組をおこない、委員長であった瀬長亀次郎が大会の代議員として出席、副委員長に選出された。

## 綱領・規約の改正
- それまで使用されていた『プロレタリアートの独裁』の用語を、『執権』にあらためた（綱領）。
- 中央監査委員会を党大会選出からあらため、中央委員会任命の監査委員による監査委員会を設置することとした（規約）。

## 来賓・外国代表
- 当時の革新自治体の知事として、京都の蜷川虎三、東京の美濃部亮吉、大阪の黒田了一の3知事が来賓としてあいさつした。
- 9月にチリ・クーデターで人民連合政府が解体させられたチリからチリ共産党の代表が参加した。

## 選出された中央委員会
- 中央委員会議長：野坂参三
- 幹部会委員長：宮本顕治
- 中央委員会書記局長：不破哲三